# 國家航空交通服務控股公司
國家航空交通服務控股公司（NATS Holdings，原稱：National Air Traffic Services）是英國主要的航空導航服務供應商，為英國飛行情報區和香威克海洋控制區提供空中交通管制服務， 此外還為十五所英國機場及直布羅陀機場提供空中交通管制服務。
國家空服公司的大多數服務是依照民用航空管理局頒發的執照來運作的，他們控制著旗下所有機場的停機許可，使得它們能過以最大程度得到利用。

## 外部連結
- Official website（页面存档备份，存于）
- National Audit Office report into the refinancing of NATS following the financial difficulties experienced after 9/11（页面存档备份，存于）
- Civil Aviation Authority (CAA) website（页面存档备份，存于）
- Our control centres（页面存档备份，存于）, NATS
- (PDF). British Computer Society. 11 January 2005  [14 December 2014]. （原始内容存档 (PDF)于2005-08-24）.